# Cantón de Monsols
El cantón de Monsols (en francés canton de Monsols) era una división administrativa francesa, que estaba situada en el departamento de Ródano, de la región de Ródano-Alpes.

## Composición
El cantón estaba formado por trece comunas:
- Aigueperse
- Azolette
- Cenves
- Monsols
- Ouroux
- Propières
- Saint-Bonnet-des-Bruyères
- Saint-Christophe
- Saint-Clément-de-Vers
- Saint-Igny-de-Vers
- Saint-Jacques-des-Arrêts
- Saint-Mamert
- Trades

## Supresión del cantón
En aplicación del decreto nº 2014-267 de 27 de febrero de 2014, el cantón de Monsols fue suprimido el 1 de abril de 2015 y sus 13 comunas pasaron a formar parte; doce del nuevo cantón de Thizy-les-Bourgs y una del cantón de Belleville.